# Caixa de coleta de roupas

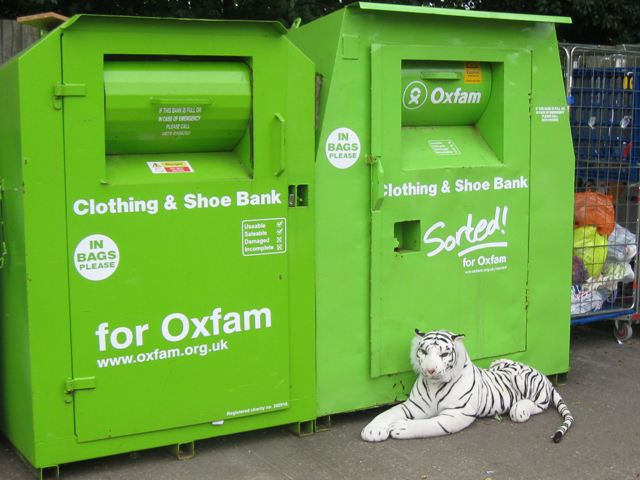
Coleta de roupas e sapatos

Caixa de coleta de roupas é uma caixa de coleta para reutilização de roupas ou sapatos. A maioria deles está instalada em toda a cidade. A maioria das caixas de coleta de roupas que são encontradas no Brasil são instaladas de maneira privada por empresas privadas para fins comerciais, e as roupas coletadas são vendidas ou exportadas para brechós.
Muitas vezes as coletas são feitas no inverno, período em que as pessoas carentes mais necessitam.